# Arpeni
Arpeni (in armeno Արփենի?) è un comune di 397 abitanti (2010) della provincia di Shirak in Armenia.